# René R. Khawam
René Rizqallah Khawam, nascut el 1917 a Alep, Síria, i va morir als 86 anys el 22 de març de 2004, és un traductor francès de textos àrabs. És un dels arabistes europeus més importants de tots els temps. Traductor sobretot conegut per les seves traduccions de l'Alcorà, Les mil i una nits, El Jardí Perfumat o les edicions completes de Simbad. Khawam és conegut sobretot per l'excel·lent edició que va preparar de Les mil i una nits, obra a la qual dedicar vint anys de minuciós i rigorós treball. El 1996 va rebre el Gran Premi Nacional de les Lletres pel conjunt de la seva obra.

## Biografia
Nascut en una família cristiana a Síria, René Khawam va estudiar francès amb els Germans Maristes abans d'emigrar a França en el moment de la Segona Guerra Mundial. Va començar com un traductor incansable de textos religiosos i literaris àrabs, en particular, l'Alcorà i les mil i una nits. Ha dedicat durant els darrers quaranta anys, 5 treballant des d'una dotzena d'antics manuscrits, 6 i fent l'edició més notable des de la popularització de l'obra d'Antoine Galland a principis del segle xviii.
La seva reclamació de tornar el més pròxim possible al text original de les mil i una nits ha estat criticada; alguns orientalistes creuen que aquest treball s'ha de considerar com una “nebulosa en una transformació perpètua”.

## Les mil i una nits
La seva obra de compilació més coneguda és Les mil i una nits. Des del 1965, Khawam va començar un acurat procés d'identificació i compilació dels manuscrits originals, que daten dels segles xiii i xiv. Així va descartar obres introduïdes en anteriors edicions com les conegudes Simbad o Aladí, que segons Khawam són en si obres independents i que potser van ser introduïdes a versions de les Mil i una nits per mirar d'arribar a "mil i un contes" per una banda i donar-li un sentit més innocent.
D'una banda Khawam avisa que alguns editors es van prendre al peu de lletra l'expressió «mil i una», que en àrab és sinònim de «molt» i farciren les edicions amb contes que res tenien a veure amb els manuscrits originals. D'altra banda explica que al llarg del segle es van anar censurant alguns continguts de caràcter sexual, com s'expliquen als manuscrits originals (citat per l'autor en la introducció).
A més d'aquests canvis que poden confondre al lector avesat amb les Mil i una nits, Khawam imprimeix una prosa deliciosa, que s'expressa en els finals d'alguns contes i especialment a les introduccions als quatre capítols en què va dividir l'obra.
Val a dir que la primera edició és del 1987 editat a França per Phébus. El 1995, l'editorial Proa en va publicar la traducció en català en tres volums. El  2005 Margarita Castell i Criballés en va publicar una nova traducció.

## Traduccions i treballs de compilació
- El prat perfumat o escolta els plaers, per Umar Ibn Muhammad Nafzawi, ed. Phoebus 1976 (ISBN 978-2-85940-005-7)
- The Book of Tricks, ed. Phoebus 1976
- Carta al francès, d'Abd el-Kader, ed. Phoebus 1977 (ISBN 978-2752903020)
- Poesia àrab, des d'orígens fins a l'actualitat, París: Pierre Seghers Publishing, 1960; Verviers: Gérard & Co (Universitat de Marabout núm. 121), 1967; ed. Febus
- Les mil i una nits, traducció i prefaci de René R. Khawam, Phébus, Col·lecció Domain Arabe (4 vols.), 1986-1987. Aquesta traducció es basa en els manuscrits més antics disponibles (segles XIII-XIV), incloent l'enviat de Siria per Antoine Galland. De fet, a mesura que es desenvolupa en la seva introducció, Khawam qüestiona la rellevància de l'edició de Boulaq, publicada el 1835 i les fonts manuscrites, massa recents, semblen sospitoses i estancades.
- Les aventures de Simbad
- La làmpada d'Aladdin